# Вакуола
Вакуоле су мембраном оивичене органеле појединих еукариотских ћелија, обично са мноштвом различитих функција. Најчешће су то органеле за магацинирање и/или секрецију одређених метаболита, као и за одигравање појединих реакција метаболизма. Вакуоле су најкарактеристичније за биљну ћелију, мада су присутне и код других, не-биљних организама. У ћелији може постојати једна, централна вакуола, или их може бити више када су најчешће мањих димензија.
Најзначајније функције вакуола су:
- складиштење хранљивих материја
- уклањање непожељних и токсичних метаболита
- складиштење отпадних материја
- складиштење секундарних метаболита
- складиштење и излучивање малих молекула
- одигравање хемијских метаболичких реакција које захтевају |киселу средину
- омогућавање убрзаног издуживања ћелије, односно било каквог мењања запремине ћелије
- аутофагија

## Вакуоле протиста
Неке врсте протиста поседују хранљиве вакуоле, као део фагоцитотско-ендозомског апарата. У њима се одвија варење партикула унетих фагоцитозом у ћелију. Испуњене су литичким ензимима, и најчешће се крећу свуда кроз ћелију избацујући продукте варења кроз мембрану у цитоплазму.
Контрактилне вакуоле неких трепљара служе испумпавању воде из ћелије ради одржавања осмотске хомеостазе. Најчешће су у виду једне или више већих вакуола окружених радијалним каналићима, који их пуне водом.

## Биљне вакуоле
Вакуоле биљне ћелије су обавијене једноструком мембраном названом тонопласт, која је слична пламалеми, мада је нешто тања. Тонопласт је пун протеинских јонских канала који омогућавају одржавање унутрашње хомеостазе вакуоле и њено функционисање.
У образовању вакуола учествују ендоплазматични ретикулум и диктиозомалне везикуле. Ћелија може имати 1-2 веће, тзв. централне вакуоле, или већи број ситних вакуола.  У меристемским ћелијама обично се налази више ситних вакуола, док се диференцијацијом ћелија увећавају тако да у неким паренхимским ћелијама могу да заузму и до 80% запремине ћелије
У биљној вакуоли налази се течност названа ћелијски сок, која садржи воду, ензиме, неорганске соли, токсичне метаболите. Ћелијски сок је кисела средина, и у њој се одиграва један део катаболизма који захтева ниску pH вредност средине. Сем ових, важна функција вакуоле је у одржавању тургоровог притиска ћелије на ћелијски зид, и у омогућавању раста ћелије магацинирањем воде. У вакуолама круничних листића се магацинирају пигменти, важни за одржавање боје цвета.

## Вакуоле квасаца
У ћелијама квасаца вакуоле служе као компартмани за магацинирање аминокиселина и детоксификацију материја. Када организми гладују, у вакуолама долази до разградње протеина и појединих органела (аутофагија). Вакуоле квасаца нису довољне истражене.